# Vitulazio
Vitulazio – miejscowość i gmina we Włoszech, w regionie Kampania, w prowincji Caserta.
Według danych na rok 2004 gminę zamieszkiwało 5438 osób, 247,2 os./km².